# هاري بي. سميث
هاري بي. سميث (بالإنجليزية: Harry B. Smith)‏ هو كاتب وملحن أمريكي، ولد في 28 ديسمبر 1860 في بوفالو في الولايات المتحدة، وتوفي في 1936 في اتلانتيك سيتي في الولايات المتحدة.

## وصلات خارجية
- هاري بي. سميث على موقع IMDb (الإنجليزية)
- هاري بي. سميث على موقع ميوزك برينز (الإنجليزية)
- هاري بي. سميث على موقع قاعدة بيانات برودواي على الإنترنت (الإنجليزية)
- هاري بي. سميث على موقع قاعدة بيانات برودواي على الإنترنت (الإنجليزية)
- هاري بي. سميث على موقع أول ميوزيك (الإنجليزية)
- هاري بي. سميث على موقع ديسكوغز (الإنجليزية)
- هاري بي. سميث على موقع قاعدة بيانات الفيلم (الإنجليزية)